# Гельман Регіна Юхимівна
Регіна Юхимівна Ге́льман (нар. 9 грудня 1938, Київ) — українська скульпторка; член Спілки радянських художників України з 1989 року.

## Біографія
Народилася 9 грудня 1938 року у Києві (нині Україна) в сім'ї юриста. Протягом 1950—1958 років навчалася в Київській республіканській художній школі імені Тараса Шевченка, була ученицею Марії Тищенко; 1964 року закінчила Київський державний художній інститут, де навчалася у Михайла Лисенка, Івана Макогона, Макара Вронського, Олексія Олійника.
Після здобуття вищої освіти працювала дизайнером у Київській філії Всесоюзного науково-дослідного інституту технічної естетики; від 1971 року — у Київському творчо-виробничому об'єднанні «Художник».
Мешкала у Києві в будинку на провулку Музейному, № 8, та у будинку на бульварі Лесі Українки, № 19.

## Творчість

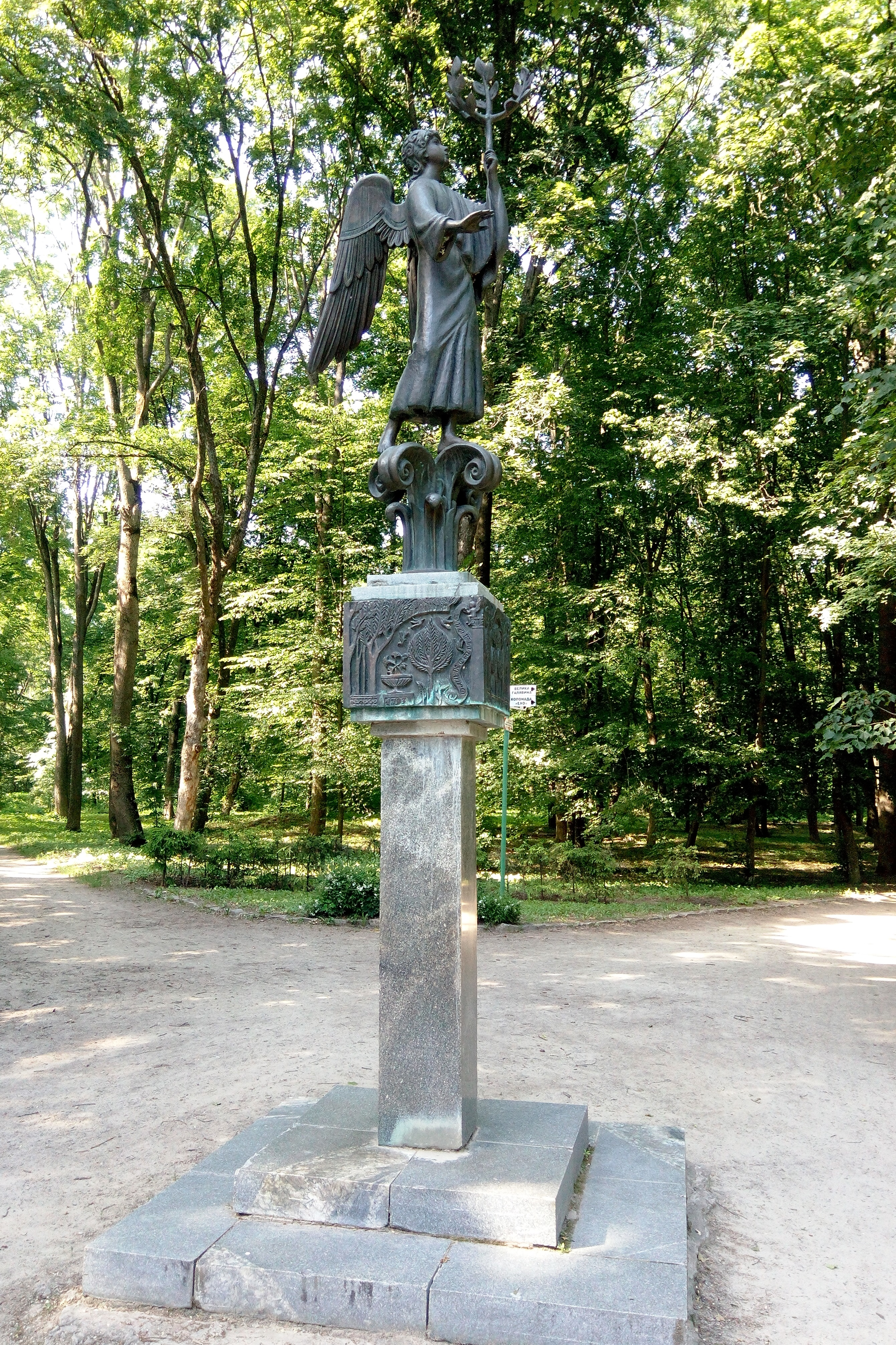
Скульптура на честь 200-річчя Олександрійського парку в Білій Церкві.

Працює у галузях монументальної, монументально-декоративної, станкової скульптури, скульптури малих форм, створює чеканки на латуні та міді, керамічні вироби. Серед робіт:
- монумент полеглим воїнам у селі Семенастому Новоукраїнського району Кіровоградської області (1970);
- серії рельєфів «Ранок», «День», «Вечір», «Ніч» у ресторані «Донець» у міста Рубіжного (1975), «Наука і сучасність» у Київському науково-дослідному інституті технічної теплофізики (1983);
- серія робіт із дерева «Материнство» (1982);
- фонтани «Рибалка» та «Золота Рибка» в узбецькому місті Касані (1972), «Дівчинка на черепасі» у Євпаторії (1988);
- три скульптури для дендропарку «Олександрія» у Білій Церкві (1993).

Бере участь у республіканських, всесоюзних та зарубіжних художніх виставках з 1965 року. Персональна виставка відбулася в Києві 1998 року.
Твори зберігаються в Ізмаїльській картинній галереї, Національному історико-етнографічному заповіднику «Переяслав», краєзнавчих музеях Броварів та Луцька, Дирекції виставок Національної спілки художників України, у приватних колекціях України, Франції, Великобританії, Ісландії.